# Mount Maere
Mount Maere (französisch Mont de Maere) ist ein 2300 m hoher Berg im ostantarktischen Königin-Maud-Land. Er ragt in den Belgica Mountains an der Westflanke des Norsk-Polarinstitutt-Gletschers  und unmittelbar südwestlich des Mount Bastin auf.
Teilnehmer der Belgischen Antarktis-Expedition 1957/58 unter Gaston de Gerlache de Gomery (1919–2006) entdeckten ihn. Namensgeber ist Xavier de Maere d’Aertrijcke (1923–2018), stellvertretender Expeditionsleiter und leitender Meteorologe der Forschungsreise.